# Ettringita
La ettringita es un mineral sulfato, específicamente sulfoaluminato de calcio hidratado cuya fórmula es: Ca6Al2(SO4)3(OH)12·26H2O. Es un mineral de tono incoloro a amarillo que cristaliza en un sistema cristalino trigonal. Los cristales prismáticos son por lo general incoloros, tomando un color blanquecino al hidratarse. Forma parte del grupo etringita que incluye a otros sulfatos tales como la taumasita y la bentorita.

## Descubrimiento y yacimientos

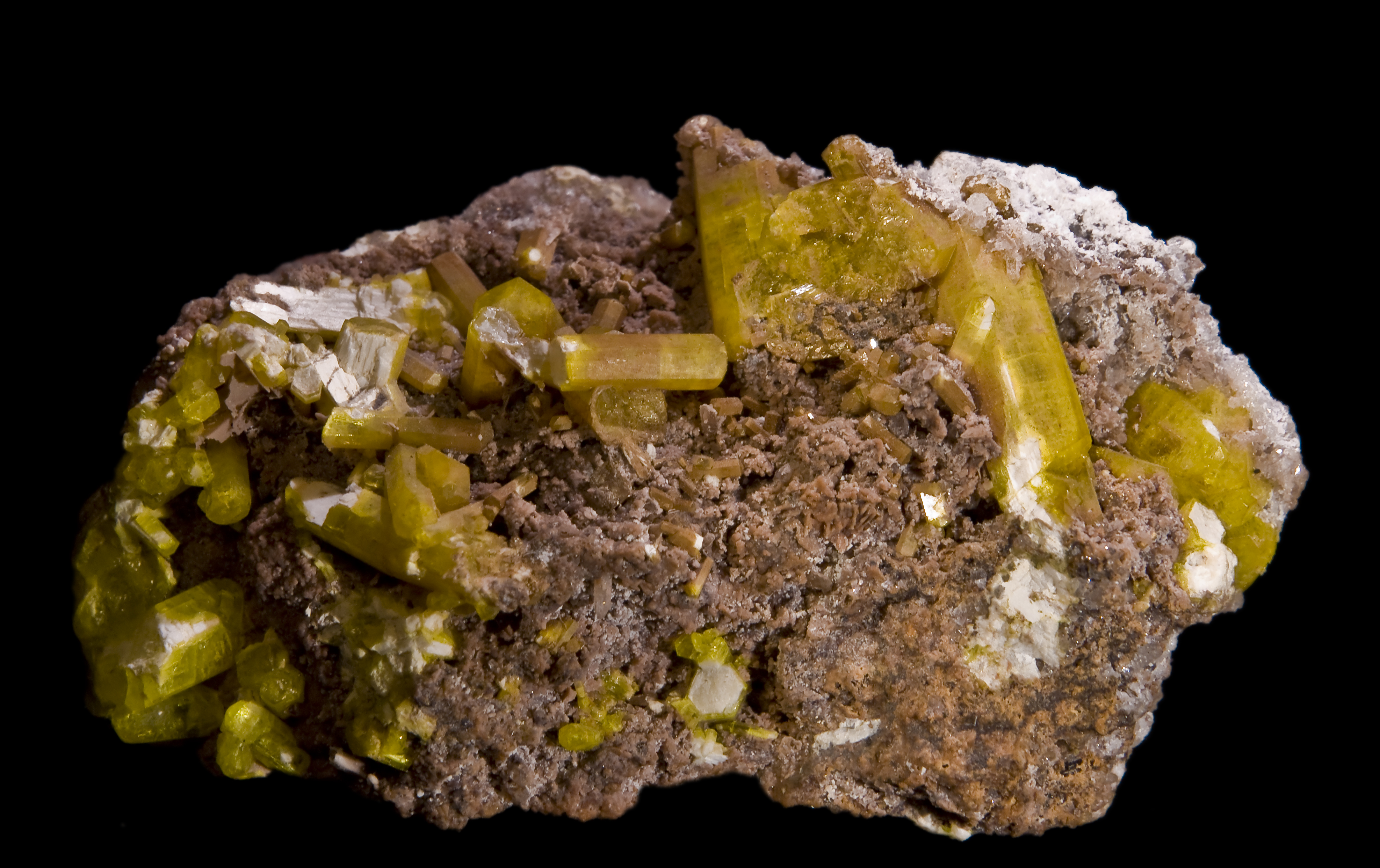
Etringita, 6.5×3.2 cm. Minas N'Chwaning, campos de manganeso del Kalahari, Provincia Septentrional del Cabo, Sudáfrica.

La ettringita fue descrita por primera vez en 1874 por J.Lehmann, a partir de una afloramiento en el volcán Ettringer Bellerberg, Ettringen, Rheinland-Pfalz, Alemania.  El mineral se presenta dentro de piedra caliza alterada metamórficamente adyacente a rocas intrusivas ígneas o en xenolitos. En España se ha encontrado, asociada a taumasita, en vacuolas de los basaltos explotados en el volcán Herrerías, en Bolaños de Calatrava (Ciudad Real). También se presenta como costras erosionadas en larnita en la Formación Hatrurim en Israel. Se presenta asociada con portlandita, afwillita y hidrocalumita en Scawt Hill, Irlanda y con afwillita, hidrocalumita, mayenita y yeso en la Formación Hatrurim. También se han encontrado estos minerales en la cantera Zeilberg, Maroldsweisach, Baviera; en Boisséjour, cerca de Clermont-Ferrand, Puy-de-Dôme, Auvernia, Francia; la mina N’Chwaning, distrito de Kuruman, Provincia Septentrional del Cabo, Sudáfrica; en los Estados Unidos se la ha encontrado en skarn de spurrita-merwinita-gehlenita en el nivel 910 de la cantera comercial, Crestmore, condado de Riverside, California y en la mina Lucky Cuss, Tombstone, condado de Cochise, Arizona.

## Presencia en el cemento

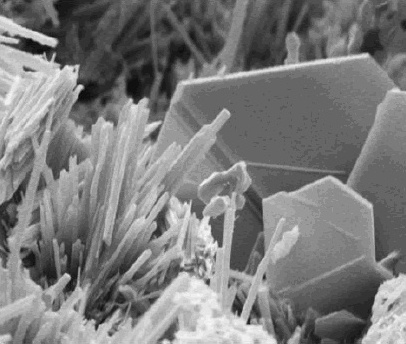
Imagen de microscopio SEM de una pasta de cemento endurecido fracturada, se observan las placas de hidróxido de calcio y las agujas de etringita (escala de micrones).

En la química del cemento la ettringita es un hidrato de trisulfato de aluminato de hexacalcio, cuya fórmula es:
(CaO)6(Al2O3)(SO3)3·32H2O
o
(CaO)3(Al2O3)(CaSO4)3·32H2O.
La etringita se forma en el sistema de cemento Portland hidratado como consecuencia de la reacción del aluminato de calcio con el sulfato de calcio, ambos existentes en el cemento Portland.
La etringita, el representante más prominente de las fases AFt o (Al2O3-Fe2O3-tri), también puede ser sintetizada en el laboratorio mediante una reacción de cantidades estequiométricas calcio, aluminio y sulfato en agua.
C3A + 3 CaSO4 → etringita
En el sistema cemento, la presencia de ettringita depende de la proporción de sulfato de calcio a aluminato de tri-calcio (C3A); cuando esta proporción es baja, se forma la etringita durante el principio de la hidratación y luego se convierte a monosulfato aluminato de calcio (fase AFm o (Al2O3-Fe2O3-mono)). Cuando la proporción es intermedia, solo una fracción de la etringita se convierte en AFm y ambas pueden coexistir, mientras que es improbable que la etringita se convierta en AFm para proporciones elevadas.